# Gregoria de Jesús

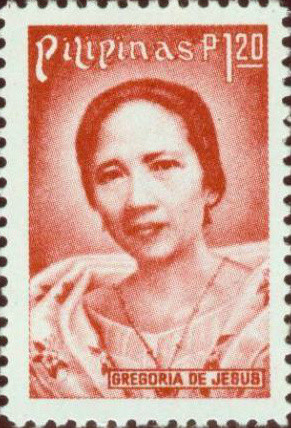
Revolucionária e política filipina.

Gregoria de Jesús(9 de maio de 1875 - 15 de março 1943) foi uma revolucionária independentistas e política filipina. Foi a primeira vice-presidente do governo provisório revolucionário das Filipinas(24 de agosto de 1896 - 10 de março de 1897). 